# Kanton Auxi-le-Château
Kanton Auxi-le-Château (francouzsky Canton d'Auxi-le-Château) je francouzský kanton v departementu Pas-de-Calais v regionu Hauts-de-France. Tvoří ho 84 obcí. Před reformou kantonů 2014 ho tvořilo 26 obcí.

## Obce kantonu
od roku 2015:
| - Aix-en-Issart - Auxi-le-Château - Aubin-Saint-Vaast - Auchy-lès-Hesdin - Azincourt - Béalencourt - Beaurainville - Beauvoir-Wavans - Blangy-sur-Ternoise - Blingel - Boffles - Boisjean - Boubers-lès-Hesmond - Bouin-Plumoison - Brévillers - Brimeux - Buire-au-Bois - Buire-le-Sec - Campagne-lès-Hesdin - Capelle-lès-Hesdin - Caumont - Cavron-Saint-Martin - Chériennes - Contes - Douriez - Éclimeux - Fillièvres - Fontaine-l'Étalon | - Fresnoy - Galametz - Gennes-Ivergny - Gouy-Saint-André - Grigny - Guigny - Guisy - Haravesnes - Hesdin - Hesmond - Huby-Saint-Leu - Incourt - Labroye - Lespinoy - La Loge - Loison-sur-Créquoise - Maintenay - Maisoncelle - Marant - Marconne - Marconnelle - Marenla - Maresquel-Ecquemicourt - Marles-sur-Canche - Mouriez - Neulette - Nœux-lès-Auxi - Noyelles-lès-Humières | - Offin - Le Parcq - Le Ponchel - Le Quesnoy-en-Artois - Quœux-Haut-Maînil - Raye-sur-Authie - Regnauville - Rollancourt - Rougefay - Roussent - Saint-Denœux - Saint-Georges - Saint-Rémy-au-Bois - Sainte-Austreberthe - Saulchoy - Sempy - Tollent - Tortefontaine - Tramecourt - Vacqueriette-Erquières - Vaulx - Vieil-Hesdin - Villers-l'Hôpital - Wail - Wambercourt - Wamin - Willeman - Willencourt |

před rokem 2015:
- Aubrometz
- Auxi-le-Château
- Beauvoir-Wavans
- Boffles
- Bonnières
- Boubers-sur-Canche
- Bouret-sur-Canche
- Buire-au-Bois
- Canteleux
- Conchy-sur-Canche
- Fontaine-l'Étalon
- Fortel-en-Artois
- Frévent
- Gennes-Ivergny
- Haravesnes
- Ligny-sur-Canche
- Monchel-sur-Canche
- Nœux-lès-Auxi
- Le Ponchel
- Quœux-Haut-Maînil
- Rougefay
- Tollent
- Vacquerie-le-Boucq
- Vaulx
- Villers-l'Hôpital
- Willencourt